# Prosadenoporus agricola
Prosadenoporus agricola is een soort in de taxonomische indeling van de snoerwormen (Nemertea). De huid van de worm is geheel met trilharen bedekt. De snoerworm jaagt op prooien van zijn eigen omvang en vangt deze met behulp van zijn slurf. 
De worm behoort tot het geslacht Prosadenoporus en behoort tot de familie Prosorhochmidae. De wetenschappelijke naam van de soort werd voor het eerst geldig gepubliceerd in 1874 door Willemoes-Suhm.
1. ↑  (en) Prosadenoporus agricola op de IUCN Red List of Threatened Species.